# Maomé I de Córdova
Muhammad I (em árabe: محمد بن عبد الرحمن الأوسط) foi o emir de Córdova omíada entre 852 e 886 em Alandalus (a Espanha islâmica).

## Vida e obras
Maomé nasceu em Córdova. Seu reinado foi marcado por diversas revoltas e movimentos separatistas entre os muladi (muçulmanos com origem étnica ibérica) e os moçárabes (cristãos nos territórios muçulmanos).
A família Banu Cassi, muladi, liderada por Muça ibne Muça, se aliou com a família Arista do Reino de Pamplona e se revoltou, autoproclamando-se o "terceiro reino da Espanha" (além de Muhammad e de Ordonho I das Asturias). O oficial omíada rebelde ibne Maruane retornou para Mérida e também se rebelou contra o emir que, incapaz de esmagar a revolta, permitiu-lhe que fundasse a cidade livre de Badajoz, onde hoje está a região espanhola da Estremadura em 875. Finalmente, Toledo se revoltou com o apoio de Ordonho I, mas foi derrotada numa batalha em Guadalete.
Em 880, Omar ibne Hafeçune, um homem com uma provável origem visigótica, também iniciou uma revolta que só foi esmagada em 928, já no reinado Abderramão III. Maomé I morreu em 886 e foi sucedido por seu filho Almondir I.